# Фаза 4
«Фаза 4» (англ. Phase IV) — научно-фантастический фильм ужасов 1974 года. Фильм ждал кассовый провал, послуживший причиной того, что он оказался единственной полнометражной работой Сола Басса, более известного своими работами в графическом дизайне.
Главные роли в фильме исполнили Найджел Девенпорт, Майкл Мерфи и Линн Фредерик.
Благодаря частой ротации на телевидении, фильм со временем приобрёл культовый статус.

## Сюжет
После некоего космического события у муравьёв начинает развиваться интеллект. Для выяснения причин странного поведения этих насекомых в пустыне Аризоны разворачивается полевой исследовательский лагерь с двумя учёными. Через две недели, не наблюдая муравьиной активности, доктор Хаббс разрушает муравьиные постройки, что становится причиной нападения насекомых на ближайшую ферму, а затем и на лабораторию. Через некоторое время учёные понимают, что теперь сами стали подопытными в проводимом муравьями эксперименте.

## В ролях
| Актёр             | Роль                   |
| ----------------- | ---------------------- |
| Найджел Девенпорт | доктор Эрнест Д. Хаббс |
| Майкл Мерфи       | Джеймс Р. Леско        |
| Линн Фредерик     | Кендра Элдридж         |
| Алан Гиффорд      | мистер Элдридж         |
| Хэлен Хортон      | Милдред Элдридж        |
| Роберт Хендерсон  | Клит                   |
| Дэвид Хили        | голос по рации         |

## Культурное влияние
В этом фильме впервые продемонстрированы круги на полях, появление которых объясняется деятельностью разумных муравьёв. При этом только через два года были сфотографированы реальные круги на полях Великобритании. Таким образом, этот фильм можно считать источником вдохновения для шутников, развивших этот феномен.
В январе 1989 года Фаза 4 была показана в одном из ранних эпизодов шоу Mystery Science Theater 3000.